# Micrathena pichincha
Micrathena pichincha es una especie de araña araneomorfa del género Micrathena, familia Araneidae. Fue descrita científicamente por Levi en 1985.
Habita en Ecuador.